# Маркізівка
Маркі́зівка — село в Україні, у Золотоніському районі Черкаської області. Входить до складу Новодмитрівської сільської громади. Населення — 176 чоловік.

## Населення

### Мова
Розподіл населення за рідною мовою за даними перепису 2001 року:
| Мова       | Кількість | Відсоток |
| ---------- | --------- | -------- |
| українська | 171       | 97.16%   |
| російська  | 3         | 1.70%    |
| румунська  | 2         | 1.14%    |
| Усього     | 176       | 100%     |

## Історія
1924 року в селі створено комуну «Червоний орач», першим головою якої був Микола Олексійович Бахін. У комуну входило 40 сімей, які обробляли 250 гектарів землі.
1929 року в Маркізівці організовано артіль «Прогрес» (голова Архип Сергійович Гончар). 1935 року в цю артіль влилася комуна «Червоний орач». 1933 року створено артіль «Друга п'ятирічка». Її головою було обрано Якова Івановича Соколенка.
Село відоме своїм парфумерним заводом.

## Постаті
- Коломієць Олександр Олександрович (1989—2018) — молодший сержант Збройних сил України, учасник російсько-української війни.

## Галерея

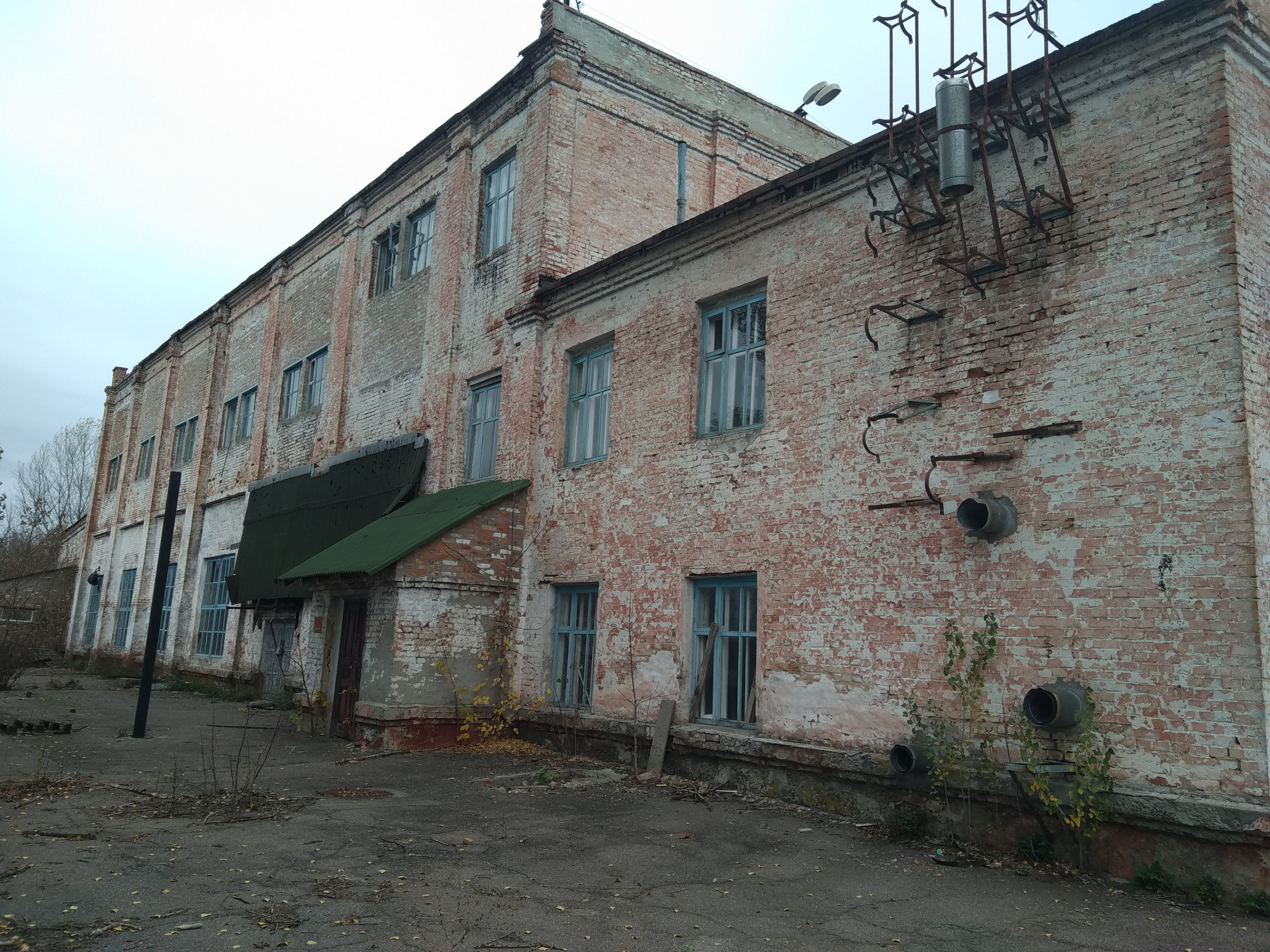
Будівля покинутого заводу, 2019 рік